# Piloto Pardo
La Piloto Pardo è una nave passeggeri, in uso come nave ausiliaria dalla Marina cilena dal 1959 al 1997, e poi come nave da crociera polare dalla Antarctic Shipping SA.

## Storia
La nave, costruita dalla "Haarlem Shipbuilding Company" nei Paesi Bassi per la marina cilena, è servita esclusivamente per raggiungere le basi scientifiche cilene nel territorio antartico.
La nave è stata varata l'11 giugno 1958 e messa in servizio il 7 aprile 1959, misura 83 metri di lunghezza e 11,9 metri di larghezza, con una stazza lorda di oltre 2 000 tonnellate e uno scafo rinforzato per la navigazione polare. La nave è stata battezzata Piloto Pardo, in onore di Luis Pardo, il capitano del Yelcho, che nell'agosto 1916 salvò gli uomini bloccati della Spedizione Endurance di Sir Ernest Shackleton nell'Isola Elephant, in Antartide.
È stata dismessa dalla marina cilena nel gennaio 1997.
Nel 1998 è stata venduta a Orlando Paoa, che l'ha ribattezzata Hoto Matua. Pochi anni più tardi, nel 2003 è stata venduta all'Antarctic Shipping SA, che l'ha trasformata in una nave da crociera antartica nel cantiere navale Astilleros y Maestranzas de la Armada Chilena (ASMAR) e l'ha ribattezzata Antarctic Dream. Con la ristrutturazione si sono ricavate 40 cabine doppie per 80 passeggeri, tutte con vista esterna. Antarctic Shipping SA ha tuttavia sospeso le operazioni nel luglio 2012.
Nel 2019 la nave è stata utilizzata come dormitorio dal personale delle Nazioni Unite durante la missione UNMHA in Yemen, di stanza nel porto di Hodeida. Nel maggio 2020, l'Antarctic Dream ha lasciato Hodeida, per questioni riguardanti la sicurezza, dirigendosi verso Amman, in Giordania.